# آی‌ان‌اس ماهه
آی‌ان‌اس ماهه (به انگلیسی: INS Mahé) یک کشتی است که طول آن 26  m می‌باشد.